# Russian Travel Guide
Russian Travel Guide TV — російський пізнавальний телеканал, є членом асоціації кабельного телебачення Росії. Цілодобово транслює документальні фільми про культуру й географію Росії.
Транслює контент російською, англійською та турецькою мовами. Щогодини в ефірі прогноз погоди в містах Росії.

## Мовлення телеканалу

### Супутникове
Супутникове мовлення здійснюється в пакетах супутникових операторів Актив ТВ та НТВ Плюс.
| Супутник                          | Провайдер                | Частота, MHz | поляр. | Тип сигналу | Кодування    | Швидкість потоку (SR) | FEC |
| --------------------------------- | ------------------------ | ------------ | ------ | ----------- | ------------ | --------------------- | --- |
| Yamal 201 90° в.д.                | Газпром Космічні системи | 3791         | R      | MPEG-2      | Viaccess     | 27500                 | 3/4 |
| Intelsat 904 60° в.д.             | Актив ТВ                 | 11635        | V      | MPEG-4      | Conax        | 29700                 | 2/3 |
| Eutelsat W7 36° в.д.              | НТВ Плюс                 | 11977        | R      | MPEG-2      | Viaccess     | 27500                 | 3/4 |
| Amos 5 17° в.д.                   | RRSat                    | 12335        | V      | MPEG-2      | FTA          | 27500                 | 3/4 |
| Horizons-2 85° в.д.               | Континент ТВ             | 11840        | H      | MPEG-4      | Conax        | 28800                 | 2/3 |
| Horizons-2 85° в.д.               | Континент ТВ             | 11920        | H      | MPEG-4 HD   | Conax        | 28800                 | 2/3 |
| Eutelsat W7 36° в.д.              | Либідь ТБ                | 11747        | R      | MPEG-4      | Exset        | 27500                 | 3/4 |
| Eutelsat W7 36° в.д.              | Триколор ТБ              | 12034        | L      | MPEG-4 HD   | DRE-Crypt3   | 27500                 | 3/4 |
| DirecTV 1R 55.8° в.д.             | НТВ Плюс - Схід          | 12253        | R      | MPEG-4      | Viaccess     | 21500                 | 2/3 |
| Eutelsat 9A 9° в.д.               | RRSat                    | 11881        | V      | MPEG-4      | FTA          | 27500                 | 2/3 |
| Intelsat 10-02 - Thor 5/6 1° з.д. | Slovak Telekom           | 12607        | V      | MPEG-4      | Nagravision3 | 26666                 | 3/4 |

Було обіцяно що міжнародна версія з'явиться 1 лютого на старій частоті RTG TV а ця версія переміститься на Eutelsat 9A і після того як на Hotbird прийде на Eutelsat 9A буде кодовано у Viaccess. Але нічого цього не трапилось, чекаємо

## Рубрики
- Активний відпочинок
- Готелі та розваги
- Історія Росії
- Круїзи та екскурсії
- Наука і підприємства
- Кухня народів Росії
- Люди Росії
- Світ тварин
- Культура народів Росії
- Полювання та риболовля
- Природа Росії
- Прогулянка по місту
- Релігія Росії
- Етнографія Росії

## Ведучі каналу
- Ірина Пудова
- Ігор Вуколов
- Андрій Іванов
- Ігор Максименко
- Євгена Альтфельд
- ДіанаПилаєва
- Тимофій Зудін
- Людмила Ширяєва
- Юрій Песьяков
- Лілія Анісімова
- Леонід Таранов
- Марія Мумічева
- Олександр Уваров
- Ірина Петрова
- Максим Коновалов
- Румія Ніязова
- Наталія Крилова
- Яніна Студіліна
- Надія Лебедєва
- Станіслав Сальников
- Ольга Дегтярьова
- Денис Головко

### Колишні ведучі каналу
- Ольга Ніколаєва
- Анна Смирнова
- Олександр Маліч
- Олександр Кузміцкій
- Катерина Чунькова

## Нагороди та премії
- Фільм «Легенди Адигеї» отримав премію ім. Сенкевича як найкращий телевізійний сюжет[3].
- Фільм RTG TV про Кремль є офіційним фільмом Кремля.
- «Золотий Луч» 2009 — номінація «Найкращий пізнавальний телеканал»[4].
- «Велика Цифра» 2010 — номінація «Документально-пізнавальний канал»[5].
- «HOT BIRD TV Awards» 2010 — Russian Travel Guide визнаний найкращим російським телеканалом[6].
- «Золотий Луч» 2010 — номінація «Найкращий пізнавальний телеканал».
- 23 грудня 2010 року телеканал Russian Travel Guide отримав Національну Премію «Велика цифра», а також національні медалі «За заслуги з розвитку туризму в Росії»[7].